# Treillières
 Treillières  es una población y comuna francesa, situada en la región de Países del Loira, departamento de Loira Atlántico, en el distrito de Nantes y perteneciente al cantón de La Chapelle-sur-Erdre. Forma parte de la Bretaña histórica.

## Geografía
Treillières se sitúa en el valle de Gesvres y a 14 km al norte de Nantes, ciudad de la que forma parte de su área urbana.

## Historia
Treillières aparece nombrado por primera vez en 1123 durante el reinado de Luis VI. A finales del siglo XVIII, en el momento de la creación de los actuales departamentos, su población oscilaba en torno a 1200 habitantes.
Su cercanía a Nantes ha impulsado su crecimiento a partir del último tercio del siglo XX, pasando de ser una localidad rural a estar cada vez más ligada a Nantes como ciudad dormitorio.

## Demografía
Treillières muestra un fuerte crecimiento de alrededor de +30 % cada 10 años debido a la proximidad de Nantes y al relativo bajo precio del terreno urbanizable.
| 1628 | 1717 | 2396 | 3569 | 4511 | 6032 |
| Para los censos de 1962 a 1999 la población legal corresponde a la población sin duplicidades (Fuente: INSEE [Consultar]) |      |      |      |      |      |

## Transporte
La red de autobuses del departamento conecta regularmente Treillières con el centro de Nantes. El proyecto de aeropuerto de Notre-Dame-des-Landes, a apenas 10 km de la población, podría igualmente influir en materia de transporte debido a la necesidad de conectarlo por vía férrea a Nantes.

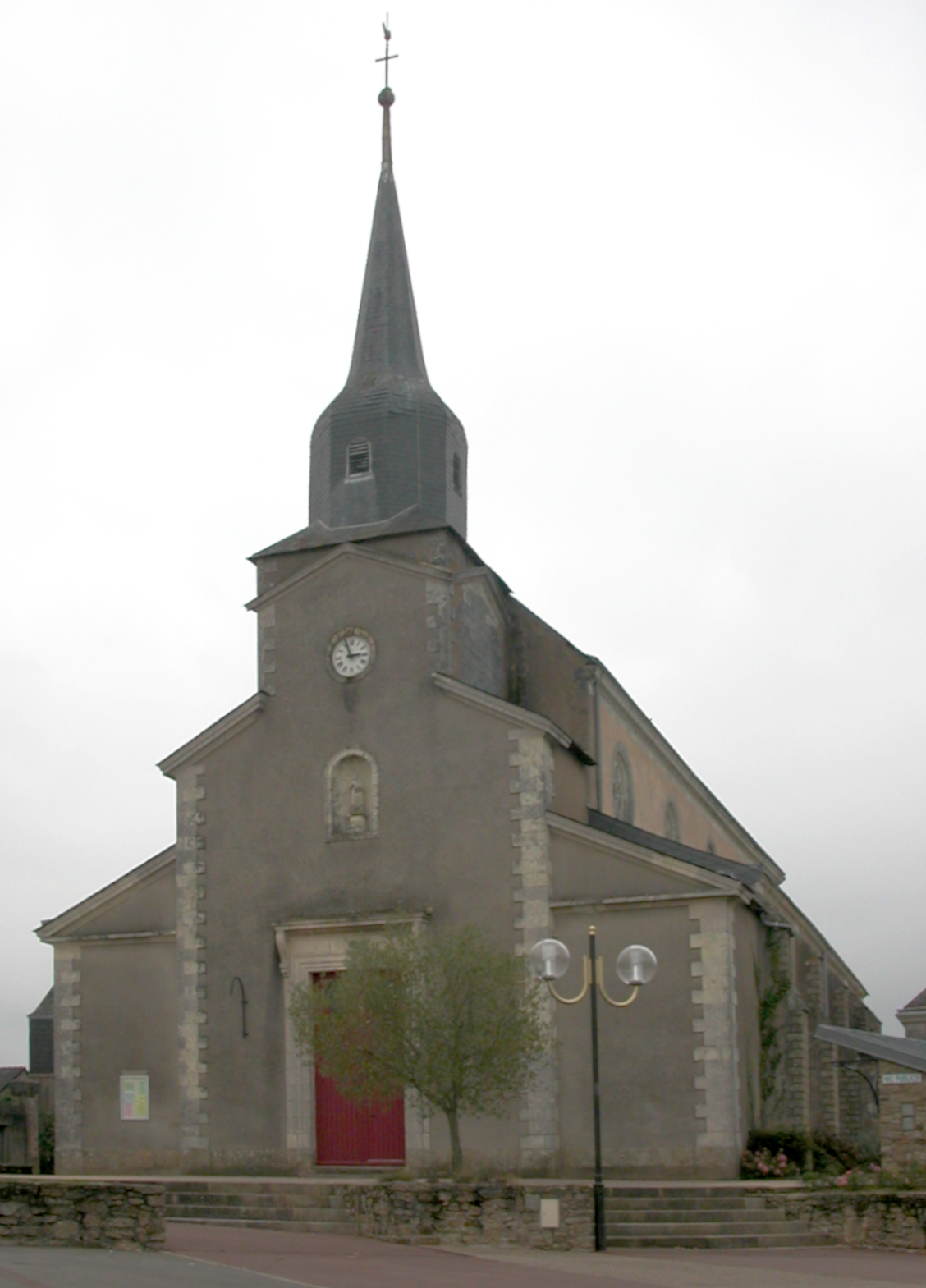
Iglesia de Saint-Symphorien

## Cultura y patrimonio
- Castillo de Haut-Gesvres.
- Iglesia de Saint-Symphorien.